# Numitor
Numitor Silvius war in der römischen Mythologie ein König von Alba Longa und in der 13. Generation ein Nachfahre des Aeneas.
Numitor folgte seinem Vater Proca auf den Thron, wurde aber von seinem jüngeren Bruder Amulius entmachtet. Numitors Tochter Rhea Silvia wurde von Amulius zur Vestalin bestimmt, Sohn Aegestus ließ er auf der Jagd ermorden und verbreitete, Räuber hätten ihn getötet. Rhea Silvia gebar dem Mars die Zwillinge Romulus und Remus und wurde daraufhin lebendig begraben bzw. nach anderer Überlieferung in den Tiber gestürzt, da sie das Keuschheitsgelübde der Vestalinnen gebrochen hatte. Sie wurde jedoch vom Flussgott Tiberinus gerettet, der sie zu seiner Gemahlin und Stromgöttin erhob.
Die Brüder wurden von einer Wölfin aufgezogen und später von dem königlichen Hirten Faustulus gefunden, bei dem sie dann aufwuchsen. Eines Tages wurde Remus von den Hirten des Numitor gefangen genommen und Numitor vorgeführt. Faustulus und Romulus gingen darauf zu Numitor, um Remus zu befreien. Durch die Erzählung des Hirten und die Ähnlichkeit der Zwillinge mit ihm selbst schloss er, dass sie seine Enkelkinder waren.
Sie stürzten Amulius und verhalfen Numitor wieder zum Thron. Zum Lohn ließ er sie an der Stelle, an der sie vom Hirten gefunden worden waren, eine neue Stadt gründen, die sich später Rom nannte.